# Pierre-Maurice Hébert
Pour les articles homonymes, voir Hébert.
Pierre-Maurice Hébert (1925-2017) est un capucin et écrivain québécois.

## Biographie
Pierre-Maurice Hébert naît à Jonquière le 16 septembre 1925. Ses parents possèdent un magasin « 5-10-15 ». Études au collège séraphique d'Ottawa, puis à Montréal. En 1950, il part à bord de l’Empress of Canada pour la Terre Sainte et l'Italie, où sa rencontre avec Padre Pio le décide à devenir capucin. D'abord novice à Cacouna, il prononce ses vœux le 4 octobre 1951. Il étudie la philosophie à La Réparation à Pointe-aux-Trembles, la théologie à Ottawa et il est ordonné prêtre le 15 juin 1957. Il œuvre ensuite comme historien et en particulier à propos de l'histoire des Acadiens du Québec.

## Œuvre
- Le patriote, Jean-Baptiste Hébert, Montréal, Éditions de l'Écho, 2011  (ISBN 978-2-920312-45-6)
- Marie de la Rousselière : histoire et influence, Éditions de l'Écho, 2008
- Saint Pio, image du Christ, Éditions de l'Écho, 2006
- Toute une vie! : un prêtre se raconte, Éditions de l'Écho, 2004
- Le curé Hébert : un siècle d'histoire : 1810-1888, Tome 2, Éditions de l'Écho, 1999
- Les Acadiens du Québec, Éditions de l'Écho, 1994
- Saint-Grégoire, ville de Bécancour, Éditions de l'Écho, 1991
- Le curé Hébert : un siècle d'histoire : 1810-1888, Tome 1, Éditions de l'Écho, 1988
- Les Acadiens dans Bellechasse, La Pocatière : Société historique de la Côte-du-Sud, 1984
- Souffles de vie : François d'Assise, Éditions de l’Écho, 1974

### Articles
- « L'Acadie de la Vallée du Richelieu », Cahiers (Société historique acadienne), vol. 4, n° 2 (juillet 1971), p. 68-81
- « Paroisses acadiennes du Québec », Cahiers (Société historique acadienne), vol. 3, n° 9 (décembre 1970), p. 357-361
- « Premier Acadien et premier Canadien », Histoire Québec, vol. 8, n° 2, novembre 2002, p. 35-39
- « Les capucins de Lac-Bouchette », Saguenayensia, n° 3-4, 1993, p. 11-18
- « L’établissement des Acadiens au Québec », La Petite Souvenance, n° 19, 2005[2]

## Distinctions
- Prix Hommage du gala Méritas, 1998[3]
- Lauréat du Prix Percy-W.-Foy de la Société généalogique canadienne-française pour le premier tome de Le curé Hébert, 1988[4] et pour le deuxième en 1999
- Prix Édouard-Raymond Fabre, 2009[5]
- Prix Hector-Fabre, 2009[6]